# Chloroclystis trichophora
Chloroclystis trichophora är en fjärilsart som beskrevs av George Francis Hampson 1895. Chloroclystis trichophora ingår i släktet Chloroclystis och familjen mätare. Inga underarter finns listade i Catalogue of Life.